# Ciclo dei Sogni
Il Ciclo dei Sogni (o Opere oniriche) è il ciclo letterario che si riferisce alla produzione dal carattere onirico e fantastico dello scrittore statunitense Howard Phillips Lovecraft. Le storie appartenenti al Ciclo dei Sogni sono ambientate nel Mondo dei Sogni, una dimensione a cui si può accedere soltanto attraverso i sogni. Questa dimensione presenta una sua geografia e una sua cultura. Per l'elaborazione di questo corpus letterario, Lovecraft si ispirò principalmente alle opere di Lord Dunsany.
Il Ciclo dei Sogni presenta alcune caratteristiche in comune (ad esempio le divinità) con il ben più famoso insieme di opere scritto da Lovecraft, il Ciclo di Cthulhu. Nonostante questo si differenzia dai racconti dei Miti di Cthulhu, in quanto questi ultimi sono fantascientifici, mentre le storie oniriche appartengono più propriamente al genere fantasy. Entrambi i cicli, infine, come la maggior parte delle storie scritte da Lovecraft, appartengono al genere horror.

## Opere del ciclo
Le informazioni presenti in questa sezione sono tratte da Gianni Pilo e Sebastiano Fusco (a cura di), Lovecraft - Tutti i romanzi e i racconti, 2ª edizione, Newton Compton Editori, 2009, pp. 1907–1912.
Appartengono al Ciclo dei Sogni i seguenti racconti, oltre che la Saga di Randolph Carter (vista nella sezione successiva):
- Polaris (Polaris, 1918)
- Il prato verde (The Green Meadow, 1918) - apparso con il doppio pseudonimo "Elizabeth Berkeley e Lewis Theobald Jr" a nascondere Lovecraft e Winifred V. Jackson
- Oltre il muro del sonno (Beyond the Wall of Sleep, 1919)
- Il ricordo (Memory, 1919)
- La nave bianca (The White Ship, 1919)
- Il fato che colpì Sarnath (The Doom that Came to Sarnath, 1919)
- I gatti di Ulthar (The Cats of Ulthar, 1920)
- La strada (The Street, 1920)
- La poesia e gli Dei (Poetry and the Gods, 1920) - con Anna Helen Crofts mentre Lovecraft usò lo pseudonimo "Henry Paget-Lowe"
- Celephaïs (Celephaïs, 1920)
- Nyarlathotep (Nyarlathotep, 1920)
- Il caos strisciante (The Crawling Chaos, 1920) - apparso con il doppio pseudonimo "Elizabeth Berkeley e Lewis Theobald Jr" a nascondere Lovecraft e Winifred V. Jackson
- Ex oblivione (Ex oblivione, 1921)
- La ricerca di Iranon (The Quest of Iranon, 1921)
- Gli altri dei (The Other Gods, 1921)
- Hypnos (Hypnos, 1922)
- Quel che porta la luna (What the Moon Brings, 1922)
- La creatura illuminata dalla luna (The Thing in the Moonlight, 1927)
- La razza antichissima (The Very Old Folk, 1927)
- Il sacerdote malvagio (The Evil Clergyman, 1933)

## La saga di Randolph Carter
La saga di Randolph Carter è l'insieme delle storie oniriche che hanno per protagonista Randolph Carter, una sorta di alter ego di Lovecraft. La saga è composta da due racconti brevi, due racconti lunghi e un romanzo:
- La dichiarazione di Randolph Carter (The Statement of Randolph Carter, 1919) - racconto breve
- L'innominabile (The Unnamable, 1923) - racconto breve
- La chiave d'argento (The Silver Key, 1926) - racconto lungo
- La ricerca onirica dello sconosciuto Kadath (The Dream-Quest of Unknown Kadath, 1926-27) - romanzo
- Attraverso le porte della Chiave d'Argento (Through the Gates of the Silver Key, 1932) - racconto lungo - revisione di un racconto di Edgar Hoffmann Price